# Karol Baron
Karol Baron (13. září 1939 Levoča – 29. února 2004 Paříž) byl slovenský malíř hlásící se k surrealismu.

## Životopis
V letech 1963–1969 studoval Vysokou školu výtvarných umění v Bratislavě. Absolvoval rozměrným, autorsky tkaným gobelínem. Tuto zkušenost využil později při spolupráci s dílnami Poté vystavoval na mnoha výstavách v Prešově, Berlíně, Monsu, Brně a Bratislavě. Seznámil se s teoretikem a básníkem Albertem Marenčinem a spolu s ním vydal v Dolnom Kubíne bibliofilii Okamih pravdy. Zároveň publikoval dvě čísla samizdatového velkoformátového tisku Beštiar (1969, 1970).
Poprvé představil svoje práce roku 1967 v Prešově na společné výstavě se sochařem Dušanem Pončákem. V roce 1970 se prostřednictvím Alberta Marenčina seznámil s Vratislavem Effenbergerem, který jako kurátor zaštiťil jeho výstavu Bizarný svet písmen a homunkulov v galérii na Karlově náměstí v Praze. Od té doby se účastnil aktivit československé surrealistické skupiny a vystavoval na všech společných výstavách. Tragicky zahynul v Paříži, když ho srazilo auto.

## Samostatné výstavy
výběr
- 1969 	Intususcepcia, Mestský dom osvety, Dolný Kubín
- 1969	Obrazy a kresby, Mestský dom osvety, Dolný Kubín
- 1970 	Karol Baron, Galéria hlavného mesta Bratislavy, Bratislava
- 1970	Bizarný svet písmen a homunkulov; Galerie na Karlově náměstí, Praha
- 1970	Saprofágne lebene, Portréty, Divadlo Na Korze, Bratislava
- 1979 	Tapiséria, kresba, Považská galéria umenia, Žilina
- 1986. Hodrušské commedie dell arte s Herakleitovým panta rhei Oravská galeria DK

- 1988 	Speculum mundi zrkadlo sveta; Galéria výtvarného umenia, Prešov
- 1988	Speculum mundi zrkadlo sveta; Muzeum a galerie, Bardejov
- 1989 	Speculum mundi zrkadlo sveta; Galerie města Bratislavy, Bratislava
- 1993 	Maľba, Považská galéria umenia, Žilina
- 1994 	Parafrázy, Galéria umenia, Nové Zámky
- 1994 	Krídla, čo všetko Oravská galéria, Dolný Kubín
- 1998 	Zen cyklus, Galéria Z, Bratislava
- 2000 	Argentinské minihry a miniinštalácie, Perugia gallery
- 2001 	1966 - 2000, Galerie výtvarného umění v Chebu, Cheb
- 2005	Výběr z díla, Galerie Millennium, Praha
- 2005. Hommage a Karol Baron Oravská galéria, Dolný Kubín
- 2006 	Výber z diela, Nitranská galéria, Nitra
- 2015. K. Baron – Kabala Oravská galéria, Dolný Kubín
- 2018 Karol Baron – ze soukromých sbírek, Galerie Emila Juliše, Černčice u Loun

## Ilustrace
- Albert Marenčin, Okamih pravdy, samizdat, Dolný Kubín 1969
- Albert Marenčin, L'Instant de la Verité, Même et Autre, Bordeaux 1977
- Alfred Jarry, Skutky a názory dr. Faustrolla, vydal A. Marenčin PT, Bratislava 2004
- Pavel Řezníček, Tabákové vejce, Albis International, 1991